# Uhříněves (zámek)
Zámek Uhříněves je renesanční památka nacházející se ve stejnojmenné pražské čtvrti. Jedná se o obdélnou patrovou budovu s nevýrazným středním rizalitem, na kterou od severu navazují další hospodářská stavení. Zámek byl postaven koncem 16. století Janem Smiřickým, jehož panský dům tvoří jádro zámecké budovy. Od roku 1626 vlastnili velkostatek se zámkem Lichtenštejnové. V roce 1639 zámek vypálili Švédové. Do dnešní podoby byl upraven Janem A. z Liechtensteina v roce 1711. 
Lichtenštejnové na zámku sídlili až do roku 1919, kdy byl za první pozemkové reformy Janu II. z Lichtenštejna dán vedle celé řady dalších velkostatků velkostatek Uhříněves se dvory Škvorec a Zděbrady (dvůr Zděbrady u Říčan) do záboru, následně byl pronajímán a odkoupen pro účely Školního statku Vysoké školy zemědělského a lesního inženýrství při ČVUT v Praze. Přístavby školního statku v Uhříněvsi a Netlukách projektoval architekt Theodor Petřík. V roce 1953 byl Školní statek zrušen a do zámeckého areálu přemístěn v roce 1951 zřízený Výzkumný ústav živočišné výroby z Prahy-Dejvic, který jej využívá stále. Zámecký areál je veřejnosti nepřístupný. 
Nedaleko zámeckého areálu na adrese Rozdělená čp. 240/8 se nachází novobarokní vila se zahradou, kterou si nechal vystavět v roce 1900 Ferdinand Böhm, ústřední ředitel Jana II. z Lichtenštejna, též rytíř rakouského řádu Františka Josefa, komtur portugalského řádu Panny Marie z Villa Vicosy, atd. Vilu mu navrhl architekt František Hošek a v roce 1910 byla rozšířena podle projektu architekta Aloise Jenšovského. Ferdinand Böhm ji obýval až do roku 1918, v 80. letech sloužila jako domov pro matky s dětmi a nyní je v ní provozován hotel Na Zámečku, často zaměňovaný na pohlednicích za zámek v Uhříněvsi.

## Nejstarší historie
První písemná zmínka o vsi Uhříněves pochází z roku 1227 a z roku 1233, kdy ves byla v majetku kláštera sv. Jiří. V roce 1292 je zmíněna komenda templářů v Uhříněvsi. V roce 1312 ji získala komenda johanitů u Panny Marie, za nichž došlo pravděpodobně k přestavbě komendy na tvrz, zmíněné v roce 1436, kdy ji spolu s dalšími majetky po husitské sekularizaci císař Zikmund přenechal svému podkomořímu Janovi z Kunvaldu a Anně Kbelské. Tvrz v Uhříněvsi s poplužním dvorem a vsi Kolovraty, Lipany, Přestavlky, Tehovičky, Voděrady a Zděbrady odkoupilo od Janových synů v roce 1449 Staré Město pražské. V roce 1547 uhříněvské panství konfiskoval Ferdinand I. Habsburský a v roce 1550 prodal jako vzpurný statek Hanušovi Reinšpergerovi z Reinšperka (saský Reinsberg, též Reinsperg a Regensberg)[zdroj⁠?!] a Drškovic (slezských Dzierżkowic). Po něm zdědil uhříněvské panství syn Ferdinand Reinšperger z Reinšperka a Drškovic.

## Uhříněves v majetku rodu Smiřických ze Smiřic
Jaroslav I. Smiřický ze Smiřic (1513–1597), sezením na Kostelci nad Černými lesy, zakoupil Uhříněves v roce 1579 od Ferdinanda Reinšpergera z Reinšperka a Drškovic. V areálu uhříněvského dvora nechal v roce 1591 vystavět renesanční zámek. Objekt staré tvrze využívala hospodářská správa, která zde zřídila olejnu, maštale a špýchar. Tvrz nakonec ustoupila stavbě kostela v letech 1740–1743. Přízemí jednopatrového zámku sloužilo hospodářské správě a jejich bytům, v prvním patře se nacházely kanceláře vrchnostenské správy, hejtmana panství a bohatě vybavené panské pokoje. V roce 1597 zdědil Uhříněves a Černý Kostelec Zikmund II. Smiřický, v roce 1608 Jaroslav II. Smiřický, v roce 1611 Albrecht Václav Smiřický, v roce 1614 účastník stavovského odboje Albrecht Jan Smiřický, roku 1618 po jeho smrti a po vymření rodu po meči Markéta Salomena, provdaná Slavatová, která uprchla ze země. Správcem majetku Smiřických se stal v roce 1621 Albrecht z Valdštejna, který panství Černý Kostelec s Uhříněvsí a dalšími statky v roce 1622 odprodal Karlovi z Lichtenštejna.

## Uhříněves v majetku rodu Lichtensteinů
Karel z Liechtensteinu (1569–1627), moravský zemský hejtman a později český pobělohorský místodržící, obdržel po Bílé Hoře od císaře za své věrné služby Moravskou Třebovou, Zábřeh, Rudu, Štíty, Brannou, Uničov a Šumperk. Rozsáhlé majetky na severu Moravy pak v roce 1622 rozšířil koupí východočeského panství Landškroun i středočeských statků Smiřických (Kostelec nad Černými Lesy, Uhříněves, Škvorec) od Albrechta z Valdštejna. Ve stejném roce získal i Uherský Ostroh a Moravský Krumlov a černokostelecké panství s Uhříněvsí odkázal svému synovi Karlu Eusebiovi z Lichtenštejna (1611–1684). 
V roce 1639 Švédové zámek vydrancovali a následkem založeného požáru se propadly stropy a narušena byla i část obvodového zdiva. Do roku 1654 se podařilo vrchnostenské správě obnovit krovy a zámek pokrýt šindelem. Panství i s opravovaným zámkem obdržel syn Jan Adam Ondřej z Lichtenštejna (1662–1712), který na přelomu 17. a 18. získal Šternberk (1695), Karlov (1699), Hodonín (1692) i Červený Hrádek v Čechách (1708). Švédy vypálenou Uhříněves nechal upravit do současné barokní podoby rok před svou smrtí v roce 1711.
Dcera Marie Theresie, provdaná Savojská (1694–1772) vlastnila panství v letech 1711–1712. Po ní přešlo na knížete Františka Josefa I. z Lichtenštejna (1726–1781), jehož syn Alois I. z Lichtenštejna (1759–1805) zámek stavebně upravoval. Po jeho smrti přešlo panství na bratra Jana I. Josefa z Lichtenštejna (1760–1836) a v roce 1836 na prvorozeného syna Aloise II. Josefa (1796–1858), který přikoupil škovorecké panství. Právě za panování Aloise II. Josefa se stala Uhříněves významným administrativním střediskem panství, které po jeho smrti převzal syn Jan II. z Lichtenštejna (1840–1929).
Pozemková reforma probíhala za Jana II. z Lichtenštejna (1840–1929) a po jeho smrti František I. z Lichtenštejna (1853–1938), který pokračoval v jednáních o konfiskovaném majetku. O mnohé velkostatky měl zájem hlavně stát. Což byl právě případ velkostatku Uhříněves, který kníže Jan II. v roce 1920 pronajal zemědělskému odboru ČVÚT v Praze. V letech 1922–1923 byla polnohospodářská část panství rozparcelována mezi majitele zbytkových statků a drobné nabyvatele půdy. Zámek se zbytkem půdy koupil stát. Jednání se táhla a ještě v prosinci 1936 nebyla koupě lesů od velkostatku Uhříněves-Škvorec městskou radou v Praze ukončena.

## Pozemková reforma
V roce 1921 byla zahájena pozemková reforma na majetku Janu II. z Lichtenštejna. Jednalo se o velkostatky:
- Moravská Třebová: Trnávka, Suchý Dvůr (Městečko Trnávka), Roztání, Umírázka (Unerázka, Bezděčí u Trnávky) a Útěchov;
- Bučovice: Mouřínov, Nemochovice a Nemotice;
- Zábřeh: celé panství;
- Úsov: celé panství;
- Černý Kostelec: Komorec (dvůr u Barchovic),[11] Bohumil (dvůr a hájovna u Jevan) a Tismice;
- Lanškroun: Horní a Dolní Libchavy, Dlouhá Třebová, Parník a Dobrouč—Scheibe;
- Plumlov: Krumsín a Ptení;
- Křtiny: Pozořice, Kovalovice a Šumice;
- Uherský Ostroh: Hluk, Kobořice a Kunovice;
- Břeclav a Lanžhot: celý velkostatek;
- Šternberk: celý velkostatek;
- Kounice: Tejnice (Týnice), Mochov, Velké a Malé Nehvizdy, Černíky, Tlustovousy, Horoušany a Vyšerovice;
- Radim: Tatce a Třebovle-Broučkov;
- Rataje: Nový Dvůr (dvůr Rataje nad Sázavou) a Kozojedy (dvůr Rataje nad Sázavou);
- Uhříněves: Škvorec a Zděbrady (dvůr Zděbrady u Říčan);
- Rumburk: celé panství; Krnov: celé panství.[12]

Za účelem provedení přídělové akce na objektech Benice, Pitkovice, Nupaky, Kolovraty a Zděbrady (Lichtenstein Jan II.) a Radonice a Cvrčovice (Czernin Otakar) byl v listopadu 1922 Státním pozemkovým úřadem jmenován přídělovým komisařem pražské obvodové úřadovny se sídlem v Uhříněvsi К. Hanf.
Do roku 1926 byly z majetku v záboru zřízeny zbytkové statky:
- Vyšerovice (89 ha, přídělová cena 517 717 Kč, majitel Huka V.)
- Mochov (46 ha, přídělová cena 260 000 Kč, majitel Pechatý V.)
- Tlustovousy (90 ha, př. cena 686 000 Kč, Košatý-Vojtová)
- Horoušany (130 ha, př. cena 665 000 Kč, majitel Vaněk L.)
- Černíky (78 ha, př. cena 520 000 Kč, majitel Oberland)
- Tejnice (91 ha, př. cena 787 883 Kč, majitel Sm. Kadeřávek)
- Mochov (46 ha, př. cena 330 000 Kč, majitel Kvapil F.)
- Hostín (82 ha, př. cena 511 351 Kč, majitel Bradáč K. 1/2), nyní Úvaly, okres Praha-východ
- Nupaky (80 ha, př. cena 690 000 Kč, majitel Nouzák)
- Limuzy (75 ha, př. cena 564 000 Kč, majitel Bambásek)
- Pitkovice (77 ha, př. cena 500 000 Kč, majitel Tichý)
- Břežany (85 ha, př. cena 604 000 Kč, majitel Straka)
- Zděbrady (82 ha, př. cena 340 000 Kč, majitel inž. Daneš), zaniklý, nyní les Zděbrady u Modletic, okres Praha-východ a ulice Zděbradská, Říčany
- Škvorec (86 ha, př. cena 677 000 Kč, majitel dr. Urban)
- Nehvizdy (90 ha, př. cena 820 000 Kč, majitel Hůla)
- Kolonicty (67 ha, př. cena 522 000 Kč, majitel Polák)
- Hodov (76 ha, př. cena, 530 000 Kč, Prokůpek Alois), nyní Úvaly, okres Praha-východ

## Uhříněveský školní zemědělský závod
Po zřízení zemědělského odboru při Českém vysokém učení technickém v Praze usiloval profesorský sbor o získání vhodného zemědělského závodu, který by sloužil k praktické zemědělské výchově posluchačů, což se mu podařilo během pozemkové reformy. Po prohlídce několika bývalých zestátněných císařských dvorů v okolí Prahy a několika jiných soukromých objektů projevil ministr zemědělství Vladislav Brdlík zájem o dvůr v Uhříněvsi a Netluk s mlýnem Podleskem, které patřily knížeti Janu II. z Lichtenštejna. Mlýn v Podlesku měla v pronájmu firma „Parní automatické mlýny J. Mencl, společnost s.r.o. v Uhříněvsi”, která byla dána do likvidace a po jejím ukončení dne 1. února 1921 vymazána v obchodním rejstříku krajského soudu v Praze. Po parcelaci 48 ha orné půdy sousedním domovinářům k individuálnímu obhospodařování zbylo pokusnému vysokoškolskému statku, propachtovaného Lichtensteinského panství v Uhříněvsi, ze dvorů Uhříněves a Netluky: 387,22 ha rolí, 51,27 luk a 20,07 pastvin, celkem 458,56 ha pozemků.
Nájemní smlouva byla uzavřena dne 20. ledna 1920 na dobu 20 let za roční nájemné 53 318,97 Kč, vedle příplatku 14 266,67 Kč pro případ, že by stoupla cena hlavních pěstovaných plodin. Nájemce se musel také zavázat, že bude plnit povinnost vlastníka pěstovat na určité ploše cukrovou řepu. Dne 1. února převzali zástupci čsl. státu objekty velkostatku s veškerým inventářem a zásobami a hospodaření bylo vedeno na účet ministerstva školství a národní osvěty v Praze. Vedením byl pověřen Správní výbor, jehož předsedou byl zvolen Dr. Vl. Brdlík a místopředsedou nájemce arcibiskupských statků ve Štědříku (Psáry, okres Praha-západ) O. Paroubek.
Podnik nesl název „Školní závod”, jeho ředitelem byl ustanoven vládní rada v. v. a profesor Královské hospodářské akademie v Táboře Václav Rosam, kterému byl přechodně přidělen dosavadní vrchní správce objektu Antonín Čepela a dva asistenti Čes. vys. učení technického Ing. Zl. Bilian a Ing. V. Wildman. Královská hospodářská akademie v Táboře byla po vzniku Československa na podkladě zákona ze dne 24. července 1919 zrušena a nahrazena Vysokou školou zemědělskou v Brně. Náhradou za zrušenou hospodářskou akademii vláda zřídila v Táboře střední čtyřletou hospodářskou školu s názvem „Zemská vyšší hospodářská škola“, která měla vychovávat samostatné zemědělské hospodáře (statkáře, rolníky, nájemce dvorů).

### Školní statek - státní podnik
V roce 1921 ministr zemědělství prof. Dr. Vladislav Brdlík obdržel od „Družstva hospodářských lihovarů v Praze” peněžitý dar k zakoupení dvorů v pronájmu. Družstvo hospodářských lihovarů pro prodej lihu v Praze sdělilo přípisem ze dne 27. dubna 1921 Správnímu výboru škol. statku v Uhříněvsi, že věnuje státu obnos 5 000 000 Kč na zakoupení dosud pronajatých dvorů Uhříněves a Netluky pro účely Vys. školy zemědělského a les. inž. v Praze, přičemž z obnosu měla být zaplacena kupní cena a zbytek věnován na vybudování pokusného lihovaru při statku a na podporu vědeckých prací, směřujících k povznesení zemědělské výroby a zvláště zemědělského průmyslu.
Dar byl vázán na podmínky: 1. že od čistého zisku výnosu školního závodu bude určitý, blíže stanovený obnos věnován každoročně státem na produktivní investice statku a že o použití tohoto obnosu rozhodne Správní výbor statku se schválením ministerstva školství a národní osvěty. 2. že lihovaru, který měl být podle přání dárců při statku vybudován, bude používáno také pro lihovarskou školu v Praze k cvičným účelům a 3. že darující družstvo bude ve Správním výboru školního statku zastoupeno 2 členy.
Po dlouhém jednání uzavřel československý stát 21. února 1923 kupní smlouvu na prozatím pronajímaný areál s pozemky o rozloze 575 ha s veškerými právy, povinnostmi a budovami za 2 970.000,— Kč. K tomu byl převzat živý a mrtvý inventář, osivo a zásoby za celkovou částku 1 800 000,— Kč a vedle pronajatých pozemků byly do kupní smlouvy přidány i ostatní přináležející pozemky, lesy a rybníky, jejichž čistý katastrální výnos činil dohromady 16 287,04- Kč.
Po přijetí zákona č. 404 Sb. z. a n. ze dne 18. prosince 1922 o úpravě hospodaření ve státních závodech byl v roce 1925 dosavadní Správní výbor Školního závodu přeměněn na ředitelstvo, skládající se ze čtyř zástupců profesorského sboru Vysoké školy zemědělského a lesního inženýrství při ČVUT v Praze, ze dvou zástupců zemědělské praxe a ze dvou zástupců „Družstva hospodářských lihovarů” (na základě podmínky stanovené v darovací listině). Ředitelství v Uhříněvsi bylo přeměněno v „Místní správu”. Při ministerstvu školství byl zřízen Správní sbor a Stálá revizní komise.
Školní závod byl veden jako státní podnik, na kterém posluchači „Vysoké školy zemědělského a lesního inženýrství v Praze” (nyní Česká zemědělská univerzita v Praze) vykonávali po celý rok povinnou a o prázdninách prázdninovou praxi. Vedle toho závod sloužil výzkumnickým a pokusnickým účelům. Dvůr Uhříněves se nacházel na severovýchodním okraji města Uhříněvsi a hned za ním navazovaly scelené pozemky, které se prostíraly severozápadním směrem v pruhu 1,5-2 km širokém. Dvůr Netluky ležel 1,З km od dvora Uhříněvsi a mlýn v Podlesku byl od Netluk vzdálen 1,5 km vzdáa při rybníce o 15 ha. K železniční stanici měl závod ze dvora Uhříněvsi 1 km a ze dvora Netluk 2,5 km, většinou po dobré dlážděné státní silnici. Cukrovar byl od dvora Uhříněves vzdálen po silnici 0,5 km.

### Zemědělský závod
Závod byl obhospodařován podle tří osevních postupů: 
- Uhříněves: 1. jetel, 2. semenačka (cukrovka), 3. pšenice, 4. cukrovka, 5. ječmen, 6. cukrovka, brambory, slunečnice, kukuřice, 7. pšenice, 8. cukrovka, 9. ječmen
- Netluky I: 1. jetel, 2. cukrovka, 3. ječmen, 4. cukrovka, 5. pšenice, 6. cukrovka, 7. ječmen, 8. žito s jetelem
- Netluky II: 1. jetel, 2. řepka, 3. pšenice (žito), 4. brambory, 5. ječmen, žito s jetelem

Cukrovka byla částečně nahrazována krmnou řepou, podle potřeby se pěstovala vojtěška (obyčejně pětiletá). také jetel byl nahrazován vojtěškou. Na siláž se používala slunečnice. Chlévskou mrvou se hnojilo u dvora Uhříněvsi na 40% polí a u Netluk na 35% všech polí. Umělá hnojiva (tzv. strojená) se používala metodou „Mitcherlichovou“ a „Neubauerovou”. Chov koní se nevedl, hovězí dobytek se pěstoval na mléko a v závodě se nacházela mlékárna, kde se vyráběly mléčné výrobky. Mlýn v Podlesku byl vybaven vodní turbinou. V době nedostatku vody poháněl mlýn motor na nasávaný plyn. V mlýně se mlela potřebná mouka pro potřeby závodu i šrotovalo se tam obilí. U dílen v Uhříněvsi se nacházel mlýn na mletí slámy, doplněný zařízením na výrobu melasových krmiv a ukázková sušárna na ovoce. Dále se zde nacházela stanice na zhodnocování slámy podle „Beckmannovy metody”. Stálých čeledínů zaměstnával závod 20, stálých denních dělníků a dělnic 50, k tomu každoročně nabíral 50 sezónních dělníků, k tomu měl 8 míst zřízeneckých.

### Školská zařízení
Po převzetí objektu byla pro posluchače zřízena menza, ve které se stravovali během povinné i prázdninové praxe. V prvním patře budovy úřadovny se nacházely od roku 1930 ložnice a pracovna pro student, vybavené potřebným nábytkem a zařízením pro 20 nocležníků. Dále se zde nalézala parní prádelna se sušárnou, která měla umožnit rychlejší střídání skupin v době hlavních zemědělských prací. V přízemí budovy se nacházel nový biograf, ve kterém byly posluchačům promítány filmy vlastní výroby, poučné filmy domácí i zahraniční výroby.
Praxe posluchačů se dělila na povinnou a prázdninovou. Povinnou vykonávali posluchači všech IV. ročníků zemědělského odboru Vysoké školy zemědělského a lesního inženýrství během školního roku. Každý týden ji absolvovala jedna skupina, skládající se většinou z 18 posluchačů jednoho ročníku. Skupina na závodě bydlela a také se zde stravovala. Během dne rozdělena do menších, které sledovaly zemědělský provoz. Večer se konaly společná sezení za účelem výuky k celému zařízení.

### Ústav pro hospodárnost práce v zemědělství
Ústav pro hospodárnost práce v zemědělství byl v r. 1926 přičleněn ke školnímu závodu a v roce 1930 se přemístil do nově postavené budovy, ve které sídlily úřadovny, dílna truhlářská a zámečnicko-mechanická, muzeum, přednášková síň, která sloužila též jako knihovna, laboratoř chemická a fyziologická, váhovna a temná komora. Administrativně spadal Ústav pod stolici zemědělské spravovědy a vedl jej ředitel V. Rosam. Ústav se zabýval studiem jednotlivých výkonů zemědělské práce za účelem jejího zjednodušení a usnadnění; studiem možnosti nahrazení ruční práce strojovou výrobou, zlepšením života zemědělců účelným zjednodušením a ulehčením pracovních výkonů, postupů a pracovních plánů. Spolupracoval s pražským „Státním ústavem pro zkoušení hospodářských strojů a motorů” při zavádění nových hospodářských strojů, nářadí a zařízení dp provozu, pořádal pro zemědělce různé kurzy (např. traktorářský) a předváděl hospodářské stroje.
Se stolicí hospodářského stavitelství spolupracoval na zlepšení hospodářských budov s ohledem na hospodárnost práce. Zabýval se postupy při ukládání chlévské mrvy, provzdušňováním půdy, povětrnostními vlivy na kultury rostlin a řadou dalších prací z chovu hospodářských zvířat. Na některé vynálezy měl patentovány. Výsledky svých prací publikoval zejména v časopise „Zhospodárnění práce v zemědělství“, který vycházel jako příloha „Zemědělské Jednoty“ a v „Zemědělském Archivu“. Jednotlivé práce vycházely i v jiných odborných zemědělských časopisech domácích i zahraničních.

### Sociální zařízení
Pro stálé zemědělské dělníky byla vybudována kolonie dělnických domků s vodovodem, elektrickým osvětlením a zahrádkami. Při objektu mlékárny se nacházela pro dělnické zaměstnance čítárna, koupelny a pekárna.
Vysoká škola zemědělského a lesního inženýrství byla umístěna v novostavbě techniky v Dejvicích, kde se nacházelo děkanství společné oběma odborům, 25 ústavů, ředitelství školního statku Uhříněves, ředitelství školního statku Kostelec nad Černými lesy, spolek posluchačů zemědělského inženýrství a spolek posluchačů lesního inženýrství. Ústav zvěrolékařský zůstal ve starých místnostech na Vinohradech v ulici Na Kozačce. Mnohé ústavy byly doplněny výzkumnými stanicemi s právem veřejnosti (bakteriologická stanice, mlynářská stanice, ústav pro zkoušení hospodářských strojů) a spolupracovaly úzce se zemědělskou praxí.

## Období 1945–1947
Po druhé světové válce byly obnoveny výzkumné ústavy Českého vysokého učení technického v Praze a to: 1. Státní výzkumný ústav pro bakteriologii zemědělskou v Praze-Dejvicích, 2. Výzkumná stanice mlynářská v Praze-Dejvicích, 3. Státní autorizovaný ústav pro zkoušení hospodářských strojů a motorů v Uhříněvsi, 4. Školní závod zemědělský v Uhříněvsi, 5. Školní lesní statek v Kostelci nad Černými lesy a 6. Selekční stanice v Uhříněvsi.
- Školní závod zemědělský v Uhříněvsi byl řízen ředitelstvím v Praze-Dejvicích, jehož předsedou byl jmenován prof. Ing. Dr. Stanislav Knor, v čele místní správy závodu v Uhříněvsi stál přednosta Ing. Josef Matula. Školní závod byl demonstračním objektem Vysoké školy zemědělského a lesního inženýrství, externí zájemci byli přijímáni jen výjimečně, a to pouze v době mimo školních prázdnin, kdy zde probíhala prázdninová praxe posluchačů Vysoké školy zemědělského a lesního inženýrství.
- Státní autorizovaný ústav pro zkoušení hospodářských strojů v Uhříněvsi, jehož přednostou byl jmenován prof. Ing. Dr. Josef Anderle, asistentem Ing. Václav Košák.
- Selekční stanice v Uhříněvsi, zabývající se oborem odrůdového pokusnictví, aklimatizace a zušlechťování kulturních rostlin, přednostou stanice byl jmenován prof. Ing. Dr. Jan Jelínek, asistentem Ing. Emanuel Kubíčka.[21]

Skupina 27 zemědělců, která dlí na pozvání ministerstva sociální péče v Praze, navštívila také školní zemědělský závod v Uhříněvsi a prohlédla si tamější mechanická zařízení. Jsou to zemědělci z různých krajů Čech a Moravy, mezi nimi také dvě ženy, kteří nejen předepsaný kontingent masa, mléka i obilí řádně splnili, ale většinou předali. Proto si týdenní rekreační pobyt v Praze zaslouží.
Rudé právo, 23. 1. 1948

## Období 1948–1989
Po únoru 1948 prodělal změny i Školní zemědělský závod, při kterém ministerstvo zemědělství pořádalo výcvikové kurzy pro družstevníky JZD a řadu jiných kurzů pro výchovu budoucích kádrů. Ve dnech 26. 2. - 3. 3. 1951 byl uspořádán ve školním závodě Vysoké školy zemědělského a lesního inženýrství v Uhříněvsi první kurz strojního dojení. Úkolem absolventů kurzu pak byl výcvik dojičů a povznesení úrovně strojního dojení v JZD v jednotlivých krajích. V plánu byly kurzy pro obvodní zootechniky.
Školení mlynářských dělníků na vedoucí podniků. Po druhé etapě znárodnění mlýnů byli pro nedostatek odborných sil ponecháni v některých těchto podnicích býv. majitelé jako národní správci. Proto ústředí čs. mlýnů uspořádalo v Uhříněvsi měsíční odborné politické školení, do něhož bylo vybráno 25 mlynářských dělníků z Čech a Moravy. V kursu byly přednášky o technickém zařízení a provozu, o administrativě mlýnských podniků a politické theorii marx-leninské. V těchto dnech bylo školení skončeno závěrečnými zkouškami, které z velké části byly úspěšné.
Rudé právo, 7.12.1948
Po zrušení Výzkumných ústavů zemědělských v Praze Dejvicích v roce 1951 byl Ministerstvem zemědělství zřízen Výzkumný ústav živočišné výroby (na základě vyhlášky Ministerstva zemědělství č. 53/1951 Ú. L., ze dne 12. ledna 1951 o zřízení výzkumných ústavů zemědělských). Navazoval na činnosti Zemského výzkumného ústavu zootechnického v Brně, který byl založen v roce 1922 a bývalého Ústavu pro zhospodárnění zemědělské práce v Praze-Uhříněvsi, založeném v roce 1928. V roce 1953 byla zřízena Československá akademie zemědělských věd a Výzkumný ústav živočišné výroby (VÚŽV) byl přeložen do uhříněvského areálu tehdejšího školního statku Vysoké školy zemědělské v Praze, kde sídlí dosud.
Kterých mechanizačních prostředků můžeme použít k hnojení lučních a pastevních porostů? Některé stroje jsme přezkoušeli v provozních podmínkách VÚŽV v Uhříněvsi. Jde zejména o používání velkých dopravních cisteren o obsahu 30 až 50 hl, kterými by se dopravovala plynárenská čpavková voda po silnicích z plynárny ke hnojeným porostům.

Ústav se soustředil na výzkum v oblasti vědních disciplín souvisejících s živočišnou výrobou (např. výzkum genetiky, šlechtění, výživy, chovu, reprodukci, atp.) Součástí ústavu byla knihovna, která sloužila a slouží pouze interním potřebám pracovníků (pro obory molekulární genetika, reprodukční biologie, genetika, biometrika, šlechtění a plemenářství hospodářských zvířat, technologie chovu, výživa hospodářských zvířat a ekologie). 
Vedle odborných besed, kurzů a odborných přednášek převážně pro JZD, Strojní traktorové stanice, Státní statky, působili pracovníci z VÚŽV v Uhříněvsi na různých odborných aktivech, konferencích, v Dělnických školách práce (DŠP) a Zemědělských školách práce (ZŠP). Rozhodnutím Ministerstva zemědělství a výživy ČSR č. j. 732/74-111/2 ze dne 28. 6. 1974 byl VÚŽV ke dni 1. 7. 1974 převeden do působnosti Ministerstva zemědělství. Kolem roku 1976 byl založen Jezdecký klub výzkumného ústavu živočišné výroby v Uhříněvsi.

## VÚŽV – Farma Uhříněves
VÚŽV vlastní komplexní experimentální základu a účelové hospodářství, obhospodařuje kolem 800 ha zemědělské půdy v Uhříněvsi, Netlukách a Královicích a využívá detašované pracoviště chovu prasat v Kostelci nad Orlicí. Výzkumný ústav spolupracuje s ČZU Praha, která zde realizuje bloky studentských praxí a cvičení z odborných předmětů, dále VÚŽV pořádá exkurze základních škol a gymnázií, odborné kurzy pro přepravce zvířat. Areály a objekty se průběžně modernizují.